# Mindorodvärguv
Mindorodvärguv (Otus mindorensis) är en fågel i familjen ugglor inom ordningen ugglefåglar.

## Utseende och läte
Mindorodvärguven är en rätt liten uggla. Fjäderdräkten är övervägande mörkbrun med fläckigt mönster, i ansiktet och på bröstet varmare brunt. Noterbart är gula ögon och korta örontofsar. Arten är den enda dvärguven i sitt utbredningsområde. Den kan förväxlas med mindorospökugglan som har liknande storlek och färgsättning. Mindorodvärguven saknar dock denna arts tunna tvärbandning. Sången består av ett medelljust, visslande "weeuuu" som stiger och sedan faller något. Det upprepas i intervaller, ofta som svar på en annan ropande individ.

## Utbredning och systematik
Fågeln förekommer i bergsskogarna på Mindoro (Filippinerna). Den behandlas som monotypisk, det vill säga att den inte delas in i några underarter.

## Status
Mindorodvärguven har ett litet utbredningsområde och ett bestånd uppskattat till mellan 15 750 och 44 000 vuxna individer. Den tros också minska i antal till följd av skogsavverkningar. Internationella naturvårdsunionen IUCN kategoriserar arten som nära hotad.